# Chthonius insularis
Chthonius insularis är en spindeldjursart som beskrevs av Beier 1938. Chthonius insularis ingår i släktet Chthonius och familjen käkklokrypare. Inga underarter finns listade i Catalogue of Life.